# Marios Agathokleous
Marios Agathokleous (in greco: Μάριος Αγαθοκλέους; Limassol, 8 settembre 1974) è un ex calciatore cipriota, di ruolo attaccante.

## Carriera

### Club
Ha giocato nella massima serie dei campionati cipriota e greco.

### Nazionale
Nel 1994 ha debuttato con la nazionale cipriota, giocando 38 partite fino al 2003.